# Peguerinos
Peguerinos ist ein zentralspanischer Ort und Gemeinde (municipio) mit 294 Einwohnern (Stand: 2024) in der Provinz Ávila in der Autonomen Region Kastilien-León. Zur Gemeinde gehört die kleine Ortschaft Hoyo de la Guija. 

## Lage
Peguerinos befindet sich am östlichen Ende der Sierra de Gredos gut 33 km östlich von Ávila bzw. gut 50 km nordwestlich von Madrid in einer Höhe von ca. 1350 m.
Das Klima im Winter ist kühl, im Sommer dagegen durchaus warm; Niederschlagsmengen (602 mm/Jahr) fallen – mit Ausnahme der nahezu regenlosen Sommermonate – verteilt übers ganze Jahr.

## Bevölkerungsentwicklung
| Jahr      | 1970 | 1981 | 1991 | 2001 | 2011 | 2021 |
| --------- | ---- | ---- | ---- | ---- | ---- | ---- |
| Einwohner | 568  | 455  | 400  | 287  | 310  | 278  |

Der Bevölkerungsrückgang seit den 1950er Jahren ist im Wesentlichen auf die Mechanisierung der Landwirtschaft und den damit einhergehenden Verlust an Arbeitsplätzen zurückzuführen.

## Sehenswürdigkeiten
- Kirche Mariä Empfängnis (Iglesia de Nuestra Señora de la Concepción)
- Antoniuskapelle

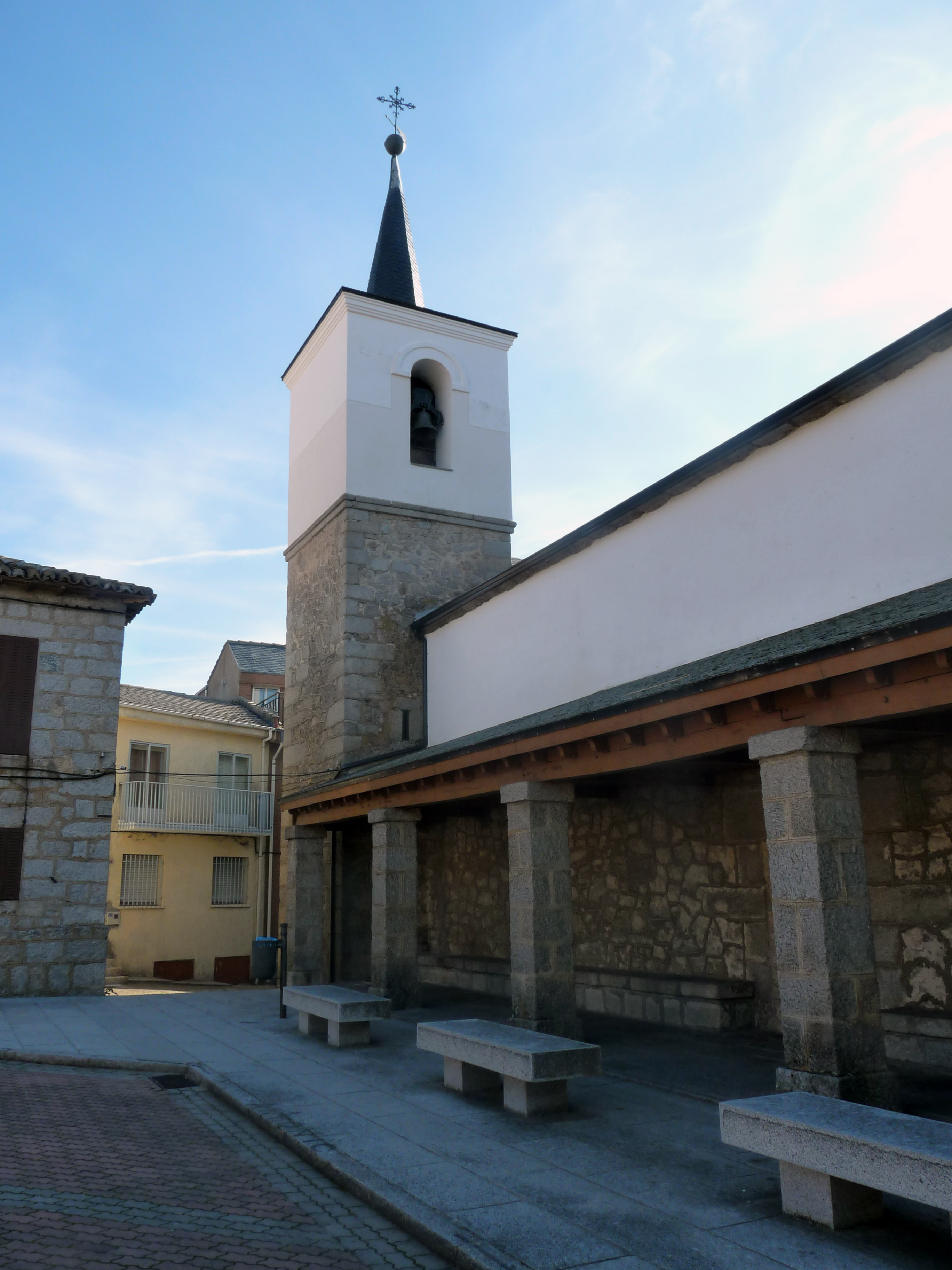
Kirche Mariä Empfängnis
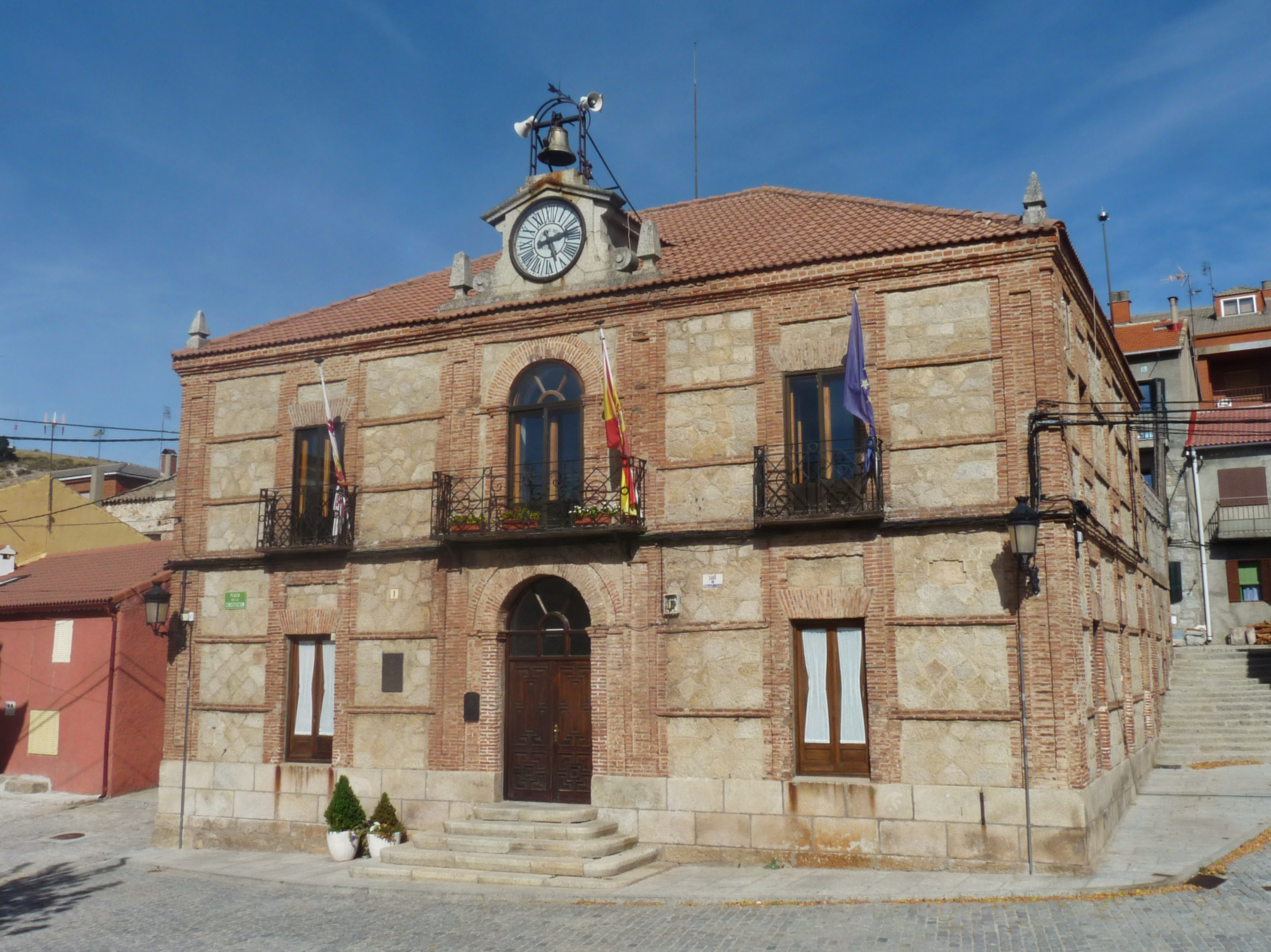
Rathaus